# Conflitto rohingya
Il conflitto rohingya è una serie di scontri tra i rohingya e lo Stato del Myanmar, dal 1942 fino ad oggi. Le battaglie sono di carattere di guerra religiosa, cioè tra musulmani per i rohingya e buddisti per i birmani. Ciò ha portato dello scontro etnico-religioso tra i due popoli con una serie di persecuzioni. Il conflitto è conosciuto tristemente al mondo per il genocidio dei rohingya. Molti rohingya sono rifugiati tra i confini del Bangladesh.

## Persecuzione dei musulmani
La storia di persecuzione dei musulmani in Myanmar che continua fino ai giorni nostri. Il Myanmar è un paese a maggioranza buddista, con significative minoranze cristiane e musulmane. Mentre i musulmani prestavano servizio nel governo del primo ministro U Nu (1948-1963), la situazione cambiò con il colpo di stato birmano del 1962. Mentre alcuni hanno continuato a prestare servizio, la maggior parte dei cristiani e dei musulmani è stata esclusa da incarichi nel governo e nell'esercito. Nel 1982, il governo ha introdotto regolamenti che negavano la cittadinanza a chiunque non potesse provare l'ascendenza birmana prima del 1823. Ciò ha privato dei diritti civili molti musulmani in Myanmar, anche se hanno vissuto in Myanmar per diverse generazioni.
Il popolo rohingya è un grande gruppo musulmano in Myanmar; i rohingya sono stati tra i gruppi più perseguitati sotto il regime militare del Myanmar, con i kachin, che sono prevalentemente battisti, al secondo posto. L'ONU afferma che i Rohingya sono uno dei gruppi più perseguitati al mondo. Dal 1948, i governi successivi hanno effettuato 13 operazioni militari contro i rohingya (compresi nel 1975, 1978, 1989, 1991–92, 2002). Durante le operazioni, le forze di sicurezza del Myanmar hanno cacciato i rohingya dalle loro terre, bruciato le loro moschee e commesso saccheggi, incendi e stupri diffusi di musulmani rohingya. Al di fuori di queste incursioni militari, i rohingya sono soggetti a frequenti furti ed estorsioni da parte delle autorità e molti sono sottoposti a lavori forzati. In alcuni casi, la terra occupata dai musulmani rohingya è stata confiscata e riassegnata ai buddisti locali.

## Genocidio
Il genocidio dei rohingya è una serie in corso di persecuzioni da parte delle forze armate del Myanmar contro i rohingya. Nel 2021, questo genocidio comprende due fasi: la prima è una repressione militare tra ottobre 2016 e gennaio 2017, poi la seconda fase dall'agosto 2017. Questo disastro ha causato la partenza forzata di oltre un milione di rohingya verso altri paesi. La maggior parte dei rifugiati è andata in Bangladesh, il che ha portato alla creazione di Kutupalong, il più grande campo profughi del mondo. Altri sono fuggiti in India, Thailandia, Malesia e altre parti del sud e sud-est asiatico, dove la persecuzione continua.